# Matsura Takanobu

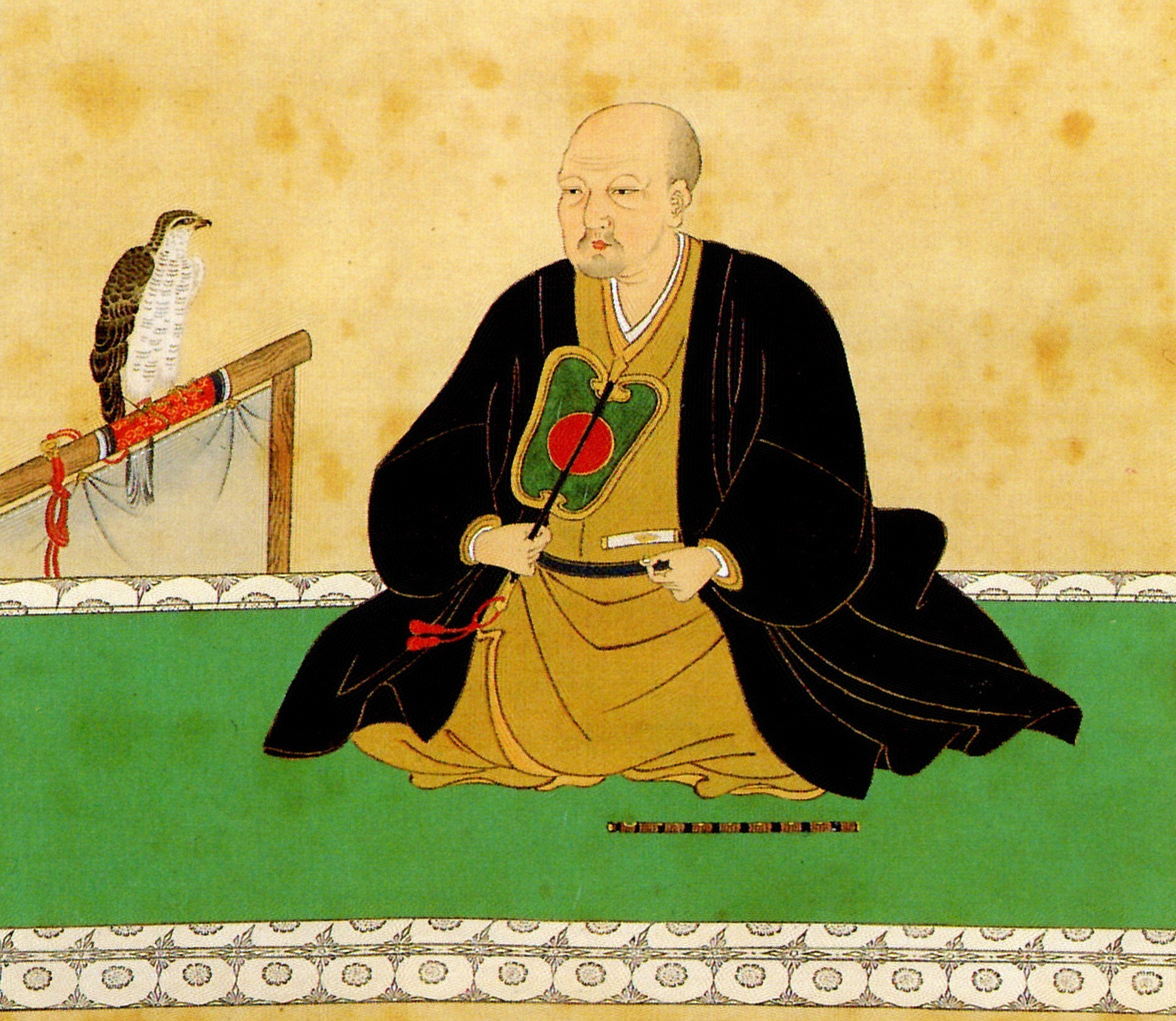
Matsura Takanobu.

Matsura Takanobu (松浦 隆信?   1529 – 1 de abril 1599) or Taqua Nombo fue el vigesimoquinto señor hereditario del clan Matsura, en el feudo japonés medieval de Hirado. Fue uno de los señores feudales más poderosos de Kyushu y el primero en todo Japón en comerciar con europeos, principalmente el imperio portugués, a través del cual obtuvo enormes beneficios con la compraventa de armas de fuego europeas. También fue un protector de los misioneros jesuitas, a los que utilizó para solidifcar sus relaciones comerciales.

## Biografía
Asumió el mando del señorío de Hirado con sólo 14 años, asistido en esta tarea por su consejero Yasumasa Toyohisa. Toyohisa era un samurái de renombre y primo del anterior señor de Hirado, y contribuyó a aumentar los dominios de la familia Koteda con los terrenos de Ikitsuki, las islas Takushima, Ojika y Noshima y las áreas de Kasuga, Shishi and Iira. El mismo año, Takanobu se alió con el poderoso caudillo wakō Wang Zhi, al que invitó a residir en Hirado a cambio de pacificar las islas exteriores de Kyūshū.
Durante la década de 1550, el clan Matsura se vio envuelto en una disputa comercial con el clan Ōmura, cuyo líder Ōmura Sumitada se había incluso convertido al cristianismo. Esto condujo a numerosos conflictos, incluyendo un ataque infructuoso sobre dos embarcaciones portuguesas en la batalla de la bahía de Fukuda. Tal enemistad duró tres décadas completas, mucho después de que el mismo Takanobu se hubiera retirado del mando, y finalizó con la victoria de Ōmura, que cedió el puerto de Nagasaki a los portugueses en 1580.
Takanobu se mostró inicialmente tolerante con el avance del cristianismo en Japón, habiendo incluso dado la bienvenida a San Francisco Javier a Hirado en 1550, y permitiendo también que su cortesano Koteda Yasumasa se convirtiera en kirishitan al año siguiente. Sin embargo, el enturbiamiento de sus relaciones lusitanas le llevó a expulsar a los jesuitas de sus tierras en 1558. Estos conflictos surgieron después de que los jesuitas y sus seguidores destruyeran tres templos budistas y profanaran sus artefactos; en respuesta, un monje Zen de Yasumandake lanzó un alegato contra el padre Gaspar Vilela y animó a los nativos a tomar represalias, y por ello varias turbas de budistas atacaron tres iglesias de la zona. Como consecuencia de ello, Takanobu hubo de solicitar a Vilela que se marchase de sus dominios.
En 1568, abdicó de su puesto en favor de su hijo Shigenobu. Su bisnieto, bautizado en 1591 y también llamado Takanobu, fue el tercer daimyō de Hirado bajo el shogunato Tokugawa.
Takanobu murió en 1599.